# Klášter Agdžoc
Klášter Agdžoc (arménsky Աղջոց վանք Aghdschoz Wank) je bývalý klášter Arménské apoštolské církve. Název má podle vesnice Agdžoc, poblíž které se nachází ruiny kláštera. Klášter se někdy nazývá podle patrona hlavního kostela, svatého Štěpána, též klášter svatého Štěpána (Գողթի Սուրբ Ստեփանոս վանք).

## Poloha
Klášter se nachází v rezervaci u jednoho z přítoků řeky Azat zhruba sedm kilometrů jižně od obce Geghard v provincii Ararat ve střední části Arménie. V rezervaci se nachází též pevnost Kakavaberd a klášterní komplex Havuc Tar.

## Dějiny
Podle legendy klášter založil Řehoř Osvětitel ve čtvrtém století u hrobky kněze Štěpána, který unikl pronásledování křesťanů arménským králem Trdatem III. a byl údajně společníkem svaté Rypsimy. Zbytky kláštera, které jsou dnes zříceninou, byly postaveny ve 13. století. Představený kláštera Abel nechal v letech 1212 až 1217 postavit hlavní kostel svatého Štěpána. Prostředky na stavbu gavitu (krytý vchod do kláštera) na západní straně kláštera darovali Ivan Zakarian a místní kníže Grigor Khaghbakian. 
Kostel sv. Petra a Pavla byl postaven v roce 1270 za knížete Vasaka Khaghbakiana představeným kláštera Eremiem. Během středověku měl klášter ve vlastnictví několik pozůstatků svatého Štěpána a svatého Řehoře Osvětitele. V 15. století vzniklo v klášteře mnoho rukopisů. Na začátku 17. století byl klášter zničen vojsky perského šáha Abbáše I. Vojáci také ukradli ostatky svatého Řehoře Osvětitele a vzali je do Tabrízu. Arménský obchodník je později přivezl zpět do Agdžocu. Dnes jsou tyto památky uchovávány v Ečmiadzinské katedrále. Klášter byl po invazi přestavěn a při zemětřesení v roce 1679 byl do značné míry zničen. Poté byl klášter znovu přestavěn. V 18. století byl znovu vypleněn a nakonec byl zničen během etnických a náboženských konfliktů mezi Armény a Ázerbájdžánci v letech 1905–1907.

## Popis stavby

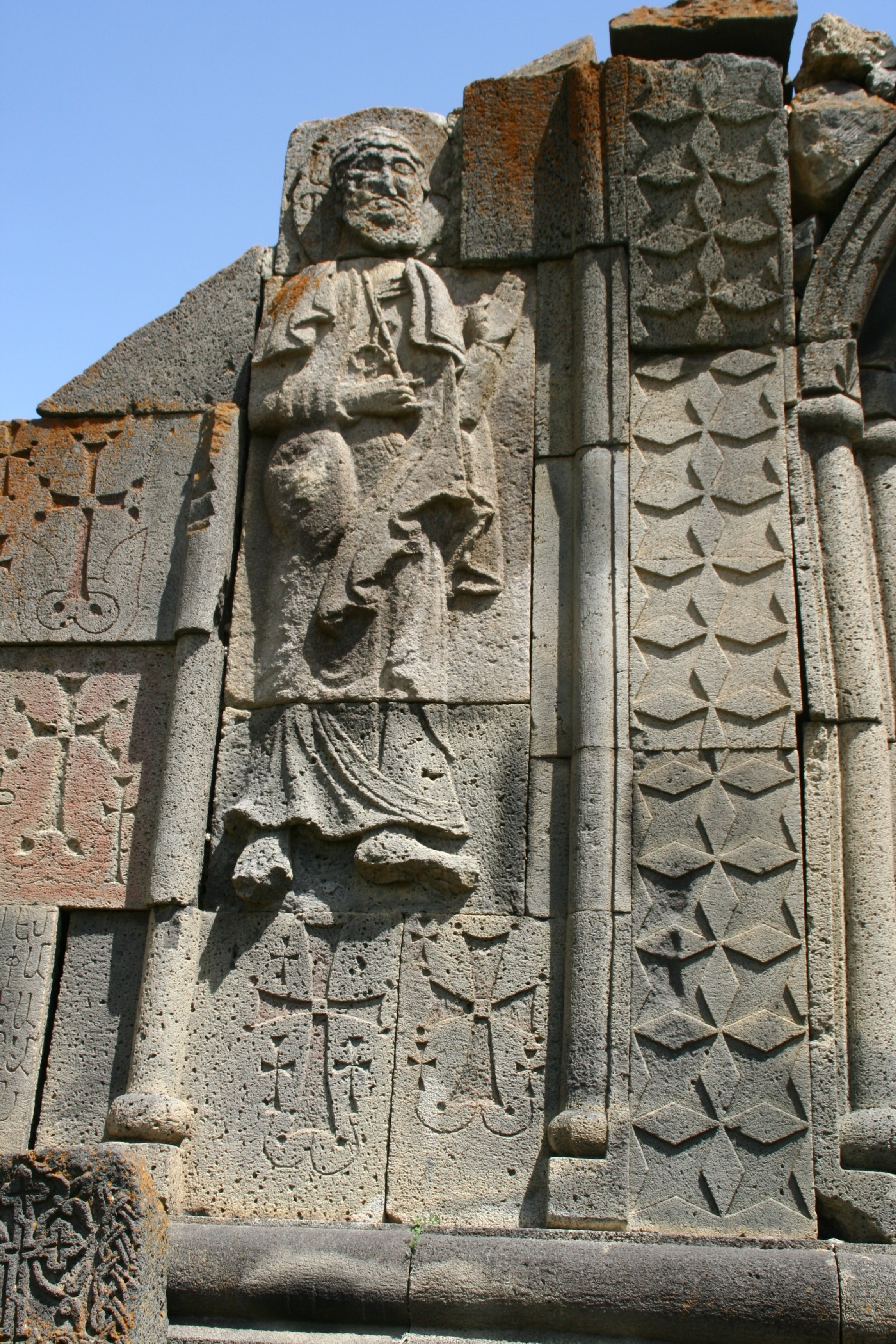
Reliéf apoštola Petra

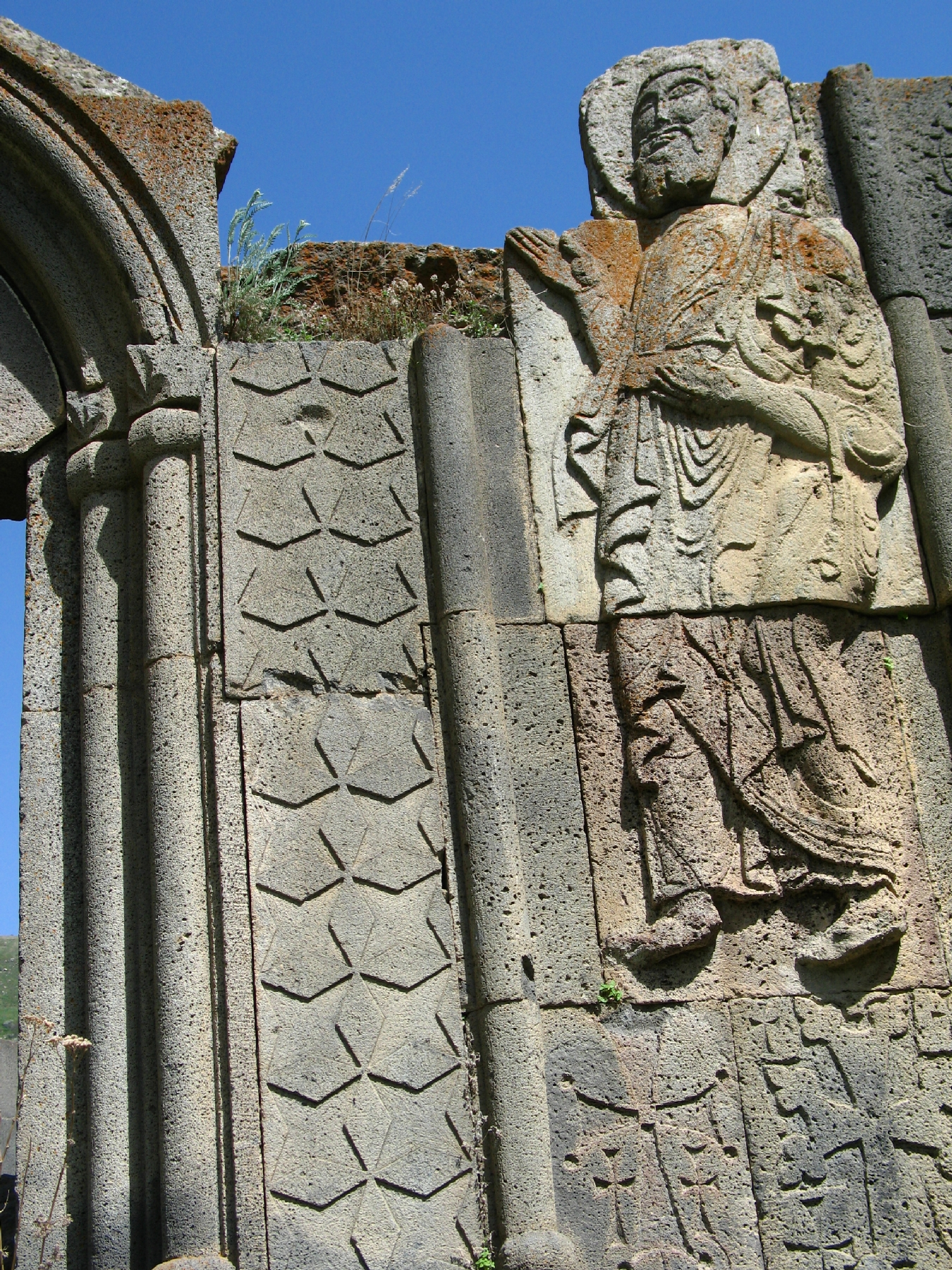
Reliéf apoštola Pavla

Klášterní komplex je dnes (2019) chráněn jako ruina a skládá se ze dvou kostelů a gavitu. Hlavní kostel svatého Štěpána je křížový klenutý kostel s dvoupodlažními bočními kaplemi v rozích. Jeho kopule byla zničena při zemětřesení v roce 1679. Na západě byl v letech 1217 až 1234 postaven gavit, z něhož se dodnes zachovaly pouze základové zdi a některé volné kameny. Jeho klenba byla ze dvou protínajících se oblouků.
Hned na sever od hlavního kostela je kostel svatého Petra a Pavla. Na obou stranách oltáře jsou boční kaple. Portál je bez střechy lodi a je lemován dvěma reliéfy zobrazujícími apoštoly Petra (vlevo) a Pavla (vpravo). Apoštolové byli ve 14. století běžným prvkem románských a gotických kostelů, ale pro arménskou církevní architekturu je to jev atypický. Stěny kostela sv. Petra a Pavla jsou vyzdobeny rostlinnými motivy, geometrickými ornamenty a vyobrazením scén ze Starého a Nového zákona (včetně Posledního soudu a Daniela v jámě lvové).